# 施韋策冰川
77°50′S 34°40′W / 77.833°S 34.667°W
施韋策冰川是南極洲的冰川，流經利特伍德冰原島峰北部，最終注入瓦謝爾灣，由德國的探險隊發現，以該國南極探險學會的首任會長命名。